# Чилійський музей доколумбового мистецтва
Чилійський музей доколумбового мистецтва (ісп. Museo Chileno de Arte Precolombino) — музей в Сантьяго, столиці Чилі, присвячений вивченню пам'ятників доколумбових культур і їх мистецтва. У музеї широко представлені археологічні знахідки з різних регіонів Месоамеріки і Південної Америки, охоплені практично всі доколумбові культури Латинської Америки.
Музей заснував відомий чилійський архітектор і збирач старовини Серхіо Ларраїн Ґарсіа-Морено, який тривалий час шукав приміщення для своєї приватної колекції доколумбових артефактів, зібраних за майже півстолітній період. За підтримки муніципалітету Сантьяго він отримав в своє розпорядження будівлю, де музей і був відкритий в грудні 1981 року.